# Bristol Beaufighter
 (avril 2011).
Si vous disposez d'ouvrages ou d'articles de référence ou si vous connaissez des sites web de qualité traitant du thème abordé ici, merci de compléter l'article en donnant les références utiles à sa vérifiabilité et en les liant à la section « Notes et références ».
Le Bristol Beaufighter est un avion de combat britannique utilisé pendant toute la Seconde Guerre mondiale. Chasseur nocturne, chasseur-bombardier, bombardier-torpilleur, avion d'attaque au sol, il sert dans tous les rôles et sur tous les fronts.

## Conception
Le projet démarra fin 1938 dans le but de réaliser un chasseur lourd bimoteur, puissant, bien armé et pourvu d'une bonne autonomie.
L'avion conserva les ailes et la partie arrière du Bristol Beaufort, la partie avant et les moteurs Hercules, eux, étaient nouveaux. Le prototype vola le 17 juillet 1939.
À cette date une commande de trois cents exemplaires avait déjà été émise, les premiers Mk.IF arrivèrent en septembre 1940 dans les détachements du Fighter Command.
Le Beaufighter était rapide, bien armé et très puissant, ce qui lui permettait de compenser le poids des différents équipements de bord. Quelque 5 562 exemplaires furent produits.
Il fut produit dans des usines de l'ombre entre autres à Blythe Bridge (en) dans le Staffordshire, à Coventry, à Stockport et à Weston-super-Mare dans le Somerset.

## Sa carrière opérationnelle
Les premiers Mk.IF servirent comme chasseurs de nuit et lorsque les Allemands stoppèrent les raids sur Londres, le Squadron 615 avait obtenu cinquante victoires dont treize pour John Cunningham et son observateur Jimmy Rawnsley. Ils servirent également comme chasseur diurne à long rayon d'action.
Par la suite, en Europe, les versions suivantes des « Beau » se distinguèrent dans les attaques de navires par torpillage et à l'aide de roquettes.
Le 12 juin 1942, un Beaufighter Mk VIC du Squadron 236 exécuta une des missions les plus célèbres, en défilant en plein jour et à très basse altitude le long des Champs-Élysées ; il largua un drapeau français et attaqua ensuite à la roquette l’immeuble principal de la Gestapo.
Les Beaufighter restèrent en service en première ligne dans la RAF jusqu'en 1950.

### Campagnes du Pacifique
Le Beaufighter arriva dans les Squadrons en Asie et dans le Pacifique courant 1942.

#### Asie du Sud-Est
Sur le théâtre de l'Asie du Sud Est, le Beaufighter Mk.VIF opéra depuis l'Inde britannique pour des missions de nuit contre les lignes de communications japonaises en Birmanie et en Thaïlande. La grande vitesse et la basse altitude des attaques furent hautement efficaces, malgré un temps souvent exécrable. Les soldats japonais le baptisèrent la mort chuchotante, ses moteurs à chemise louvoyante émettant un son caractéristique et relativement faible.

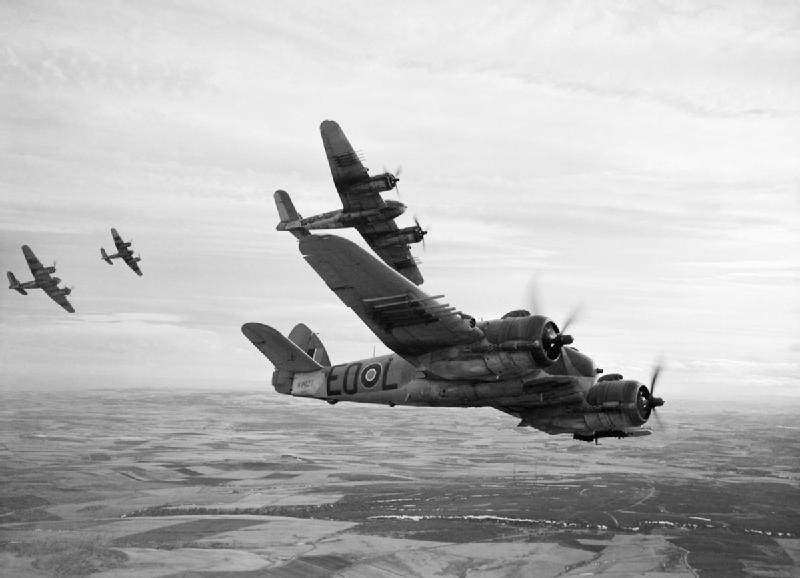
Beaufighter du Squadron 404 RCAF en Écosse, 1945.

#### Pacifique du Sud-Ouest
Avant l’arrivée des DAP Beaufighter de conception australienne aux Squadrons de la RAAF (Royal Australian Air Force), le Bristol Beaufighter Mk.IC fut employé pour des missions anti-navire. La plus connue de celles-ci est la bataille de la mer de Bismarck, au cours de laquelle ils opérèrent avec les Douglas A-20 et B-25 Mitchell de l’USAAF.

### Après-guerre
Fin 1944, les unités de Beaufighter de la RAF furent engagées dans la Guerre civile grecque et se retirèrent finalement en 1946. Le Beaufighter fut aussi utilisé par le Portugal, la Turquie ainsi que la République dominicaine. Il fut aussi brièvement utilisé par l’armée de l'air israélienne.

## Variantes
Beaufighter Mk IFVersion biplace de chasse nocturne. 593 exemplaires produits.
Beaufighter Mk ICVersion spéciale Coastal Command ("C") pour la lutte anti-navire. Beaucoup d'exemplaires furent modifiés avec des points d'attaches pour bombes. 397 exemplaires produits.
Beaufighter Mk IIVersion équipée de moteurs Rolls-Royce Merlin XX au lieu des Hercules réservés à cette période pour le programme du bombardier Short Stirling.
Beaufighter Mk IIFVersion de production de chasse nocturne avec des moteurs Rolls-Royce Merlin XX de 1 280 ch. 597 exemplaires produits.
Beaufighter Mk III/IVVersions devant être équipées de moteurs Hercules et Merlin avec un fuselage redessiné permettant de recevoir 6 canons et 6 mitrailleuses. Mais la hausse des coûts de production fit que ces variantes furent supprimées.
Beaufighter Mk VVersion équipée, en arrière du cockpit, d'une tourelle quadritube Boulton Paul Aircraft de 7,7 mm ainsi que d'une paire de canons Hispano-Suiza installée dans les ailes. Seulement 2 appareils produits (avec des moteurs Merlin).
Beaufighter Mk VIVersion de 1942 motorisée avec des Hercules. 1 000 exemplaires produits.
Beaufighter Mk VICVersion de lutte anti-navire, aussi surnommée "Torbeau", armée de torpilles et équipée de moteurs Hercules de 1 675 ch ainsi que de 8 roquettes de 27 kg en remplacement des mitrailleuses. 693 exemplaires produits.
Beaufighter Mk VIFVersion équipée du radar Mark VIII, d'un empennage à dièdre positif et de moteurs Hercules VI ou XVI de 1 675 ch. 879 exemplaires produits.
Beaufighter Mk VI (ITF)Version de chasse avec la possibilité d'emport d'une torpille. ITF pour Interim Torpedo Fighter.
Beaufighter Mk VIIVersion construite sous licence en Australie avec des Hercules 26. Jamais produit.
Beaufighter Mk VIIIVersion construite sous licence en Australie avec des Hercules 17. Jamais produit.
Beaufighter Mk IXVersion construite sous licence en Australie avec des Hercules 17. Jamais produit.
Beaufighter TF Mk XVersion biplace antinavire équipée de moteurs Hercules de 1 770 ch, d'un radar de recherche, d'une torpille et de bombes légères ou de roquettes. 2 231 exemplaires produits.
Beaufighter TF Mk.XISimilaire au Mk.X. 163 exemplaires construits.
Beaufighter TF Mk.XXISimilaire au Mk.X, produit sous licence en Australie. 364 exemplaires.
Beaufighter Mk XICVersion sans lance-torpille pour le Coastal Command.
Beaufighter Mk XIIVersion à long rayon d'action (réservoirs supplémentaires largables) basé sur le Mk.II. Jamais construit.
Beaufighter Mk 21Version australienne désignée par la RAAF DAP Beaufighter (DAP pour Department of Aircraft Production), incluant des moteurs Hercules CVII, 4 canons de 20 mm Hispano dans le nez, 4 mitrailleuses Browning M2 de 12,7 mm dans les ailes et la possibilité d'emport de 8 roquettes de 130 mm HVAR (High Velocity Aircraft Rocket), 2 bombes de 110 kg ou une de 230 kg et 1 torpille Mk 13.
Beaufighter TT Mk 10Version d'après-guerre, désignant les Beaufighter de la RAF convertis en remorqueurs de cible.

## Galerie

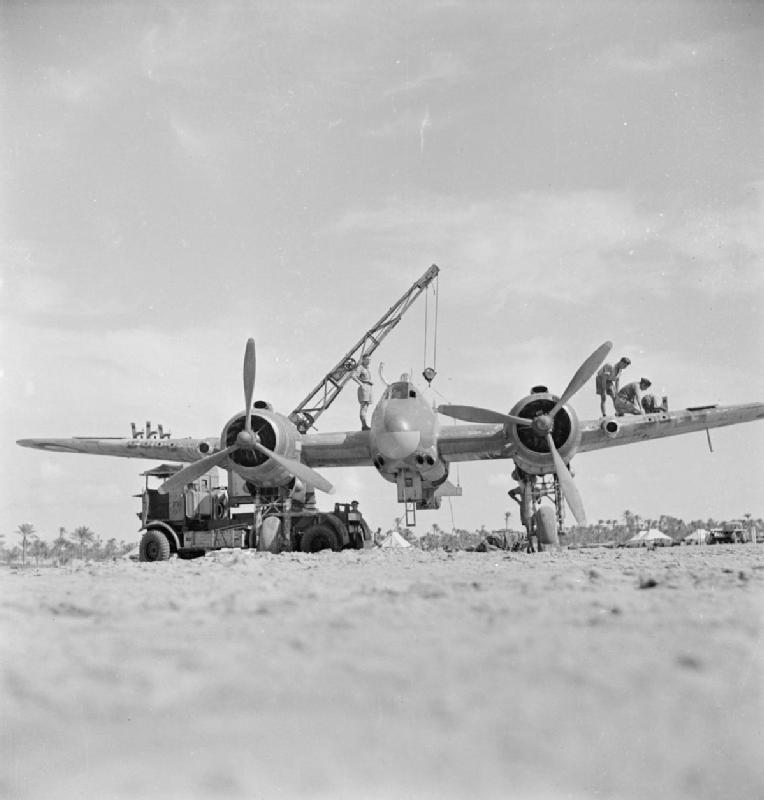
Bristol Beaufighter Mark IC (T4982 U) du No. 252 Squadron RAF à Idku (Égypte). À noter la configuration de son armement : 4 canons de 20 mm sous le nez, 4 mitrailleuses de 7,7 mm dans l'aile droite et 2 de même calibre dans l'aile gauche. Date : entre 1939 et 1943.
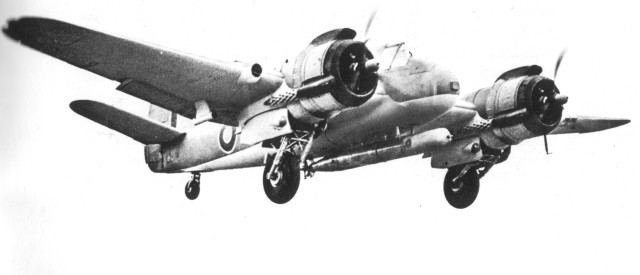
Beaufighter Mk VIC "Torbeau" armé d'une torpille.
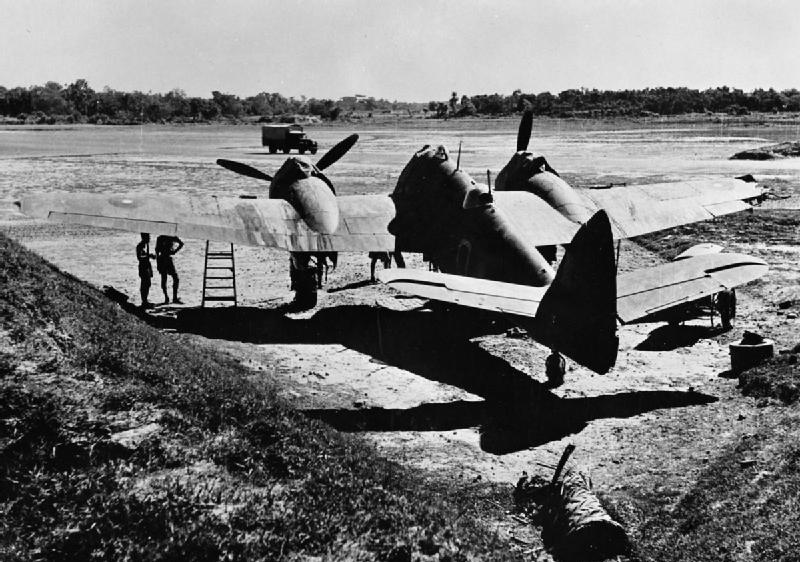
Bristol Beaufighter Mark VIF du No. 177 Squadron RAF sur la base de Feni (Inde). À noter, l'empennage à dièdre positif caractéristique de cette version. Date : entre 1941 et 1945.

## Pays utilisateurs
- Australie
- Canada
- République dominicaine
- Israël
- Nouvelle-Zélande
- Norvège
- Pologne
- Portugal
- Afrique du Sud
- Turquie
- Royaume-Uni
- États-Unis